# ROKS Kanghwado
Le ROKS Kanghwado (ASR-22) est un navire de sauvetage de sous-marin de nouvelle génération (appelée ARS-II) de la marine de la république de Corée. La tâche principale du navire est d’aider les sous-marins en détresse à une profondeur allant jusqu’à 500 mètres. Le navire devrait être achevé en 2023. Il tire son nom de Kanghwa, une île à l’embouchure du fleuve Han.

## Construction
Le développement du nouveau navire de sauvetage de sous-marins a commencé en novembre 2015. La conception du navire a été achevée en 2017. Sa construction a été commandée en 2018 au chantier naval sud-coréen Daewoo Shipbuilding & Marine Engineering (aujourd’hui Hanwha Ocean) à Okpo. La valeur du contrat atteignait environ 400 millions de dollars américains. Le chantier naval a également construit une paire de navires de sauvetage de classe Tongyeong. La quille du navire a été posée en 2020. La coque a été lancée le 7 octobre 2021.
L’ASR-II devrait être livré à la marine sud-coréenne à la mi-2023, au terme des essais. Le ROKS Kanghwado remplacera le ROKS Cheonghaejin (ASR-21), mis en service en 1995 et plus petit (3 200 tonnes). Le Cheonghaejin peut fonctionner dans des vagues allant jusqu’à 2 mètres de creux, tandis que le Kanghwado peut soutenir les opérations par des vagues de 4 mètres.

## Conception
Le navire transporte un sonar de coque. Il est équipé de divers véhicules sous-marins opérant à partir d’un puits situé dans la partie centrale de la coque. Ceux-ci comprendront un véhicule sous-marin téléopéré capable de fonctionner à des profondeurs allant jusqu’à 1 000 mètres. Il pourra déployer un sous-marin de sauvetage (DSRV] de la société britannique JFD. Les DSRV peuvent prendre en charge jusqu’à dix-sept membres d’équipage à la fois d’un sous-marin qui coule. À l’arrière, il y a une aire d'atterrissage pour un hélicoptère. La vitesse maximale atteint 20 nœuds.